# 빅터 레이더웩슬러
빅터 레이더웩슬러(영어: Victor Raider-Wexler, 1943년 12월 31일 ~ )는 미국의 배우이다.
오하이오주 털리도에서 태어났다.

## 출연 작품
- 올 크리처스 히어 빌로우 (2017년)
- 행복을 찾아서 (2006년) - 집주인 역
- Straight-Jacket (2004)
- 다이 모미 다이 (2003년)
- 마이너리티 리포트 (2002년)
- 닥터 두리틀 2 (2001년)
- 보물섬 (1999년)
- 네트 포스 (1999년)
- 스토리 오브 어스 (1999년) - 닥터 호킨스 역
- 남자 둘, 여자 하나 (1998년)
- 크래쉬 다이브 2 - 카운터 메저 (1997년)
- 스노우비스트 (1977년)
- 벤지 (1974년)

### 텔레비전
- 킹 오브 퀸즈 (1998년)
- 배트맨 비욘드 - 시리즈 (1999년)
- 내 사랑 레이몬드 (1996년)
- 더 드류 캐리 쇼 (1995년)
- 사인필드 (1990년)
- 프렌즈 (1994년)
- 법과 질서 (1990년)
- 아메리칸 대드! (2005년)